# Cultura Picosa
La cultura Picosa encapsula l'estil de vida arcaic de pobles de tres localitzacions amb artefactes i estils de vida interconnectats. Fou anomenat així per Cynthia Irwin-Williams en la dècada del 1960 per aquestes àrees: Pinto Basin (PI), cultura Cochise (CO) i San Jose (SA), que totes plegades són "Picosa".
La gent en els llocs dispersos al sud-oest dels Estats Units vivia en habitatges anàlegs per a les pràctiques funeràries similars i tenien estils de vida similars. Els artefactes dels jaciments demostren similituds en la tecnologia usada i en els béns materials personals. La cultura Picosa s'ha trobat als estats de Califòrnia, Arizona, Utah, Nou Mèxic i Colorado. Fou el predecessor de la cultura Oshara.